# Elbert County (Georgia)
Elbert County is een county in de Amerikaanse staat Georgia.
De county heeft een landoppervlakte van 955 km² en telt 20.511 inwoners (volkstelling 2000). De hoofdplaats is Elberton.

## Bevolkingsontwikkeling

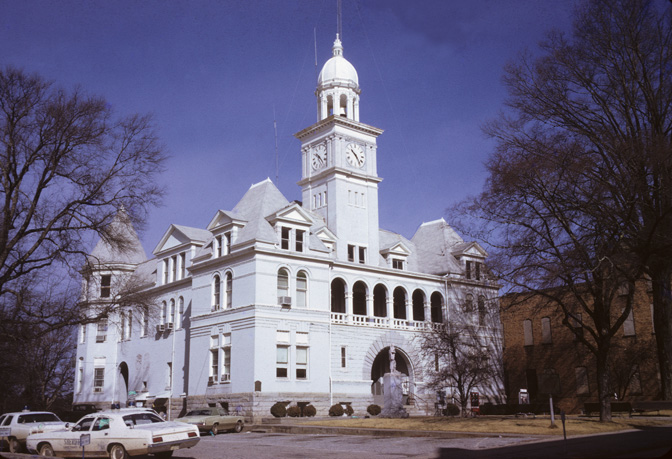
Elbert County Courthouse